# Giovane Gávio
Giovane Gávio (* 7. September 1970 in Juiz de Fora) ist ein ehemaliger brasilianischer Volleyball- und Beachvolleyballspieler.

## Karriere
Seit 1989 spielte Giovane in der brasilianischen Nationalmannschaft, mit der er bei den Olympischen Spielen 1992 in Barcelona die Goldmedaille gewann. 1993 wurde er Sieger in der Weltliga und dabei zum wertvollsten Spieler gekürt. Bei den Olympischen Spielen 1996 in Atlanta belegte er mit der Nationalmannschaft den fünften Platz. An der Seite seines Nationalmannschaftskollegen Tande spielte Giovane von 1997 bis 2000 auch Beachvolleyball. 1999 belegten Giovane/Tande bei der Weltmeisterschaft in Marseille den 25. Platz. 2000 kehrte Giovane zum Hallenvolleyball zurück und erreichte bei den Olympischen Spielen in Sydney Platz sechs. Mit der Karriere ging es nun wieder steil bergauf: 2002 wurde Giovane Weltmeister in Argentinien, 2003 Weltpokalsieger in Japan und als Höhepunkt 2004 erneut Olympiasieger in Athen. Danach beendete er seine aktive Laufbahn und arbeitete als Trainer in der brasilianischen Superliga.